# جاده ئی۸۰۲ اروپا
جاده ئی۸۰۲ اروپا (به انگلیسی: European route E802) یکی از جاده‌های درجه ۲ قاره اروپا است.
این جاده که در کشور پرتغال قرار دارد از شهر براگانسا شروع شده و در شهر اوریکی به پایان می‌رسد.